# Anubis (phần mềm)
Anubis là chương trình phần mềm có mục đích gây khó dễ cho việc cào web (web scrapping) bằng cách sử dụng cơ chế proof of work.
Anubis được Xe Iaso tạo ra để phản ứng lại việc 'trình cào dữ liệu web' của Amazon làm quá tải server Git của mình, cụ thể là vì nó không tuân theo giao thức loại trừ của robots.txt và cứ tiếp tục vòng tránh rào cản.
Đã có một số lượng dự án sử dụng Anubis, bao gồm:
- GitLab instance của Dự án GNOME.[3][6]
- Server Git và kho lưu trữ danh sách thư của Linux Kernel.[7][8]
- Sourcehut[9][7]
- sourceware.org
- FFmpeg[7]
- Wine[7]
- UNESCO[7]
- The Science Olympiad Student Center[7]
- Enlightenment[7]
- FreeCAD[10]